# Галка Олексій Титович
Олексій Титович Галка (30 березня 1905, Миронівка Козинської волості Канівського повіту Київської губернії — 27 лютого 1997, Олександрівка Дніпровського району Дніпропетровської області) — український радянський селекціонер баштанних і овочевих культур. Кандидат сільськогосподарських наук (з 1964 року).

## Біографія
Здобув початкову освіту у церковно-парафіяльній школі в Миронівці. У 1922 році після закінчення семирічної школи навчався у Маслівській агронономічній професійній школі.
У 1924 році був направлений навчатися у Маслівський сортівничо-насінний технікум ім. К. А. Тімірязєва. Під час його навчання цей заклад було реформовано у Маслівський інститут селекції та насінництва імені К. А. Тімірязєва (нині Маслівський аграрний коледж імені П. Х. Гаркавого Білоцерківського національного аграрного університету). У 1928 році отримав диплом за спеціальністю «агроном-насіннєвод».
Після закінчення навчання у 1928 році працював у радгоспі «Надія республіки» Укрсортнасіннєтресту в місті Ногайськ (нині місто Приморськ) Запорізької області.
У 1935 році був запрошений селекціонером у Дніпропетровський овоче-баштанний відділ Українського інституту зернового господарства (нині Дніпропетровська дослідна станція Інституту овочівництва і баштанництва Національної академії аграрних наук).
У 1941—1945 роках брав участь у німецько-радянській війні. Після війни повернувся до селекційної роботи на Дніпропетровську дослідну станцію, де продовжував працювати до 1986 року на посаді завідувача відділу селекції і насінництва овоче-баштанних культур.
У 1986—1992 року перебував на посаді старшого наукового співробітника.
Член КПРС з 1964 року.
Помер 27 лютого 1997 року. Похований у селі Олександрівка Дніпровського району Дніпропетровської області.

## Наукова діяльність
У довоєнні роки із місцевих форм створив і передав у Державне сортовипробування такі сорти: кавуна — Мелітопольський 60, Туман дніпропетровський, Кримський переможець 10-40; дині — Незрівнянна 167, Кримка цукрова, Дубівка 1005, Персидська 45; цибулі городньої — Каба дніпропетровська і Павлоградська. Районування цих сортів відбулося уже після війни у 1947 році (окрім сорту Незрівнянна 167).
У післявоєнний період створив сорти дині, гарбуза і кавуна.
Диня — Дубівка зимова 104, Дніпропетровська 2-4, Дніпропетровська зимова 345, Дніпропетровська рання, Піонерка 210, Українка 320, Придніпровська кущова (перший сорт з коротким стеблом, який називають «кущовий»), Придніпровська осіння, Дніпрянка, Самарська (у співавторстві з селекціонером Томасоном Р. Ю.).
Гарбуз — Український багатоплідний, Луч, Находка, Славута, Троянда і Валок.
Кавун — Запорізький білонасінний, Монастирський, Дніпропетровський 1, Дніпропетровський 2, Дніпропетровський 3, Степняк, Ігренський.
Помідор — Степовий, Дніпровський 31, Самарські 8.
Розробив нові методи селекції баштанних культур на коротке стебло (так звані кущові сорти). Обгрунтував метод селекції на скорочення тривалості вегетаційного періоду. Створені сорти зберігаються у колекціях генетичних ресурсів.

## Основні наукові статті
- Галка А. Т. Биология цветения и оплодотворения у бахчевых культур // Итоги работ Днепропетровского овоще-бахчевого отдела УНИИЗХ за 1937—1939 годы. — Часть IV. Вып.12. Серия научная. — Днепропетровск: УНИИЗХ, 1941. — С. 52 — 66.
- Галка А. Т. Метод получения раннеспелых и зимних сортов бахчевых культур // Итоги работ Днепропетровского овоще-бахчевого отдела УНИИЗХ за 1937—1939 годы. — Часть IV. Вып.12. Серия научная. — Днепропетровск: УНИИЗХ, 1941. — С. 66 — 77.
- Галка А. Т. Унаследование свойств у арбузов и дынь при опылении смесью пыльцы. // Селекция и семеноводство. — 1950.— № 11. — С. 69-71.
- Галка А. Т. Селекция бахчевых культур на длину вегетационного периода // Научные труды Украинского научно-исследовательского института овощеводства. — 1950. — Т. II. — С. 25 — 37.
- Галка А. Т. Выведение кустового сорта тыквы // Научные труды Украинского научно-исследовательского института овощеводства.— 1954.— Т. III. — С. 189—195.
- Галка А. Т. Кустовые дыни и тыквы // Вестник сельскохозяйственной науки. — 1959. — № 8. — С. 146—150.
- Галка О. Т. Методи селекції динь // Вісник сільськогосподарської науки. — 1960. — № 9. — С. 1 — 8.
- Галка О. Т. Селекція баштанних рослин на кущову форму // Селекція і насінництво картоплі, овочевих та баштанних культур: Наукові праці науково-дослідного інституту овочівництва і баштанництва. — 1960. — Т. IV. — Вип. 2. С. 51 — 60.
- Галка О. Т. Выведение и внедрение сортов бахчевых культур: Автореф. дис. … канд. с.-х. наук: Украинский научно-исследовательский институт растениеводства, селекции и генетики им. В. Я. Юрьева. — Харьков, 1964. — 25 с.
- Галка А. Т. Методы селекции на повышение качества плодов бахчевых культур // Вопросы повышения качества продукции овощных и бахчевых культур. — М.: Колос, 1970. — С. 59 — 65.
- Галка О. Т. Селекція баштанних культур на Україні // Баштанництво. — К.: Урожай, 1972. — С. 91 — 115.

## Галерея

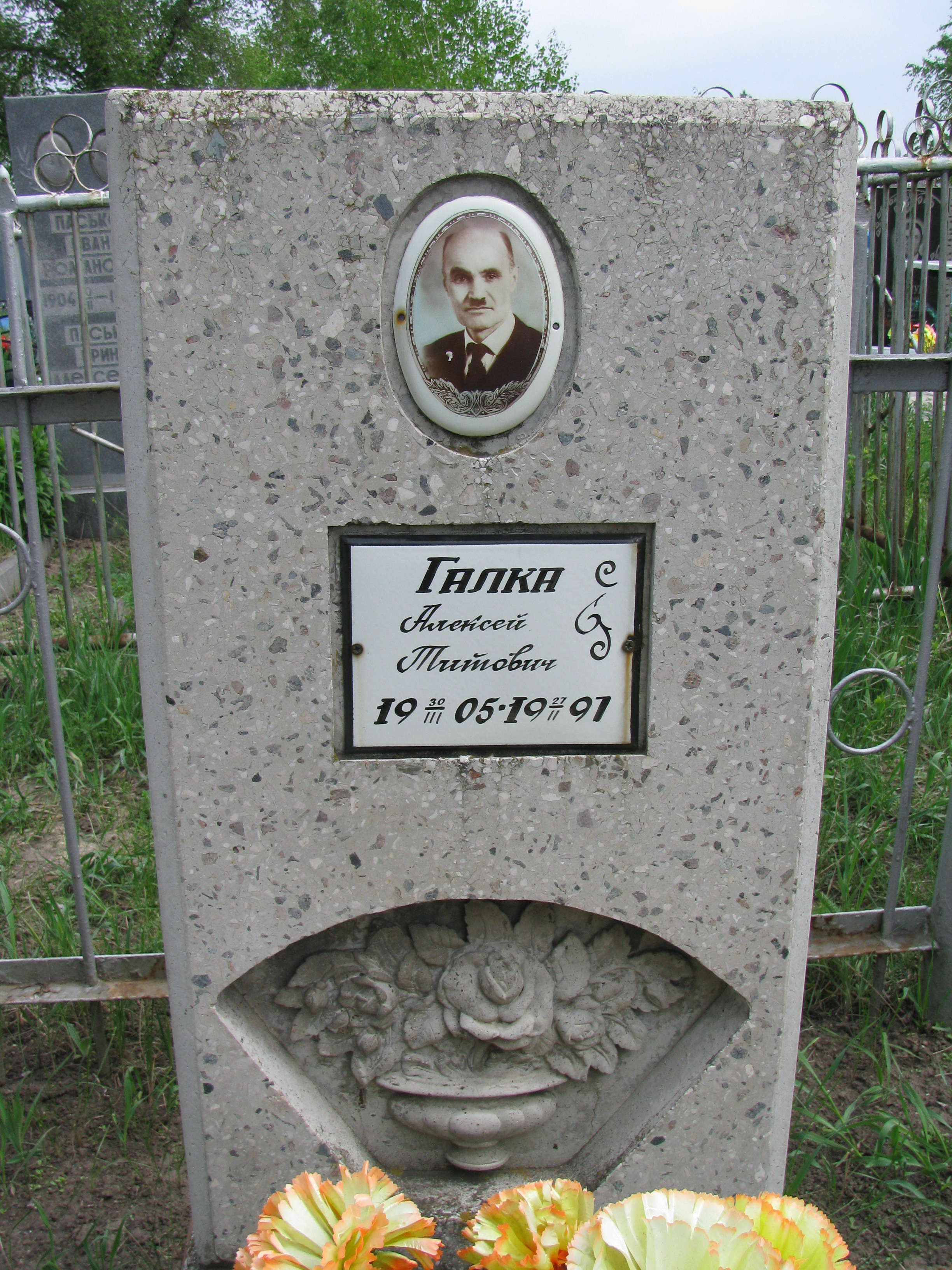
Надгробок на могилі Галки О. Т.
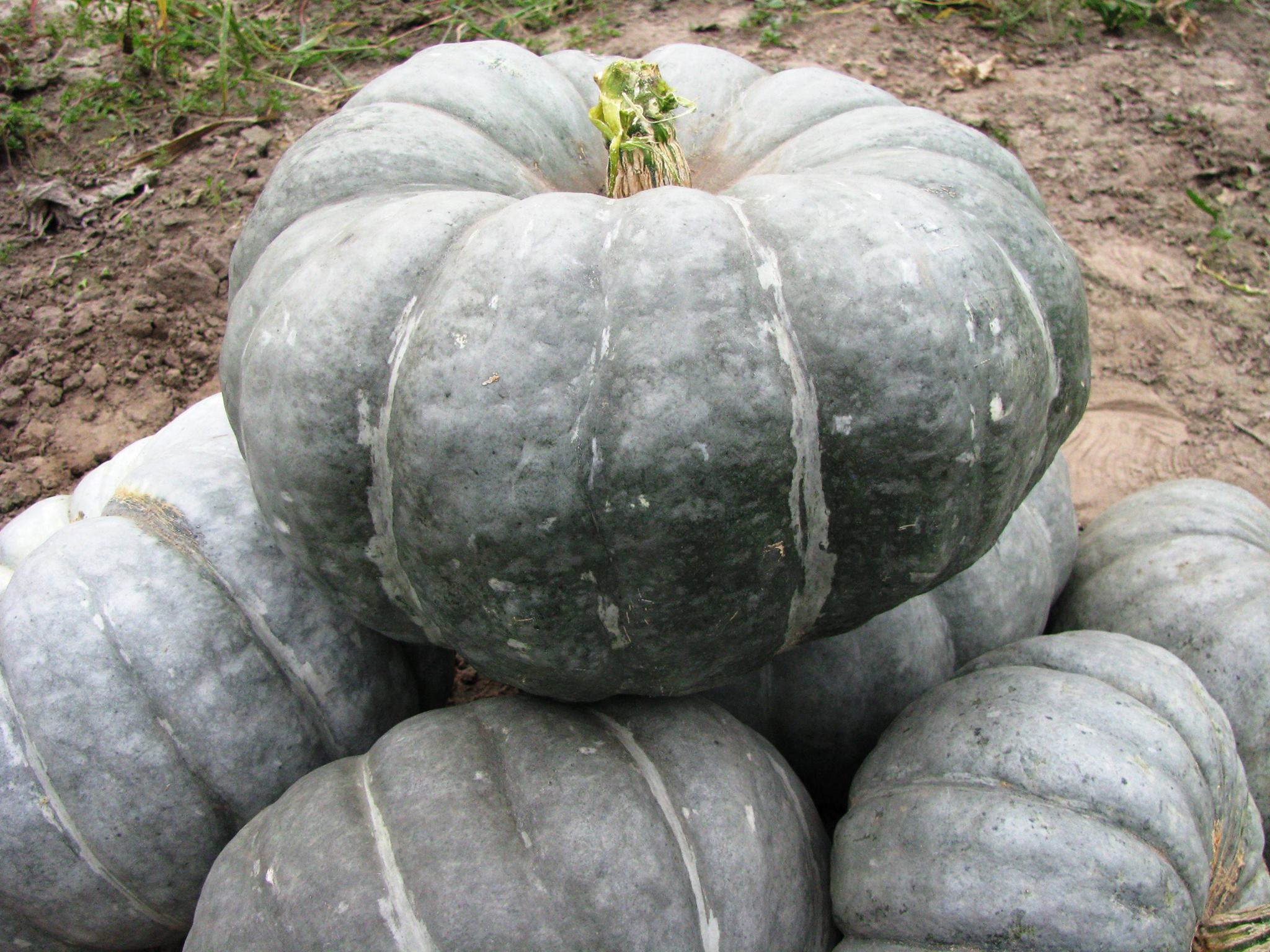
Гарбуз великоплідний сорт Славута
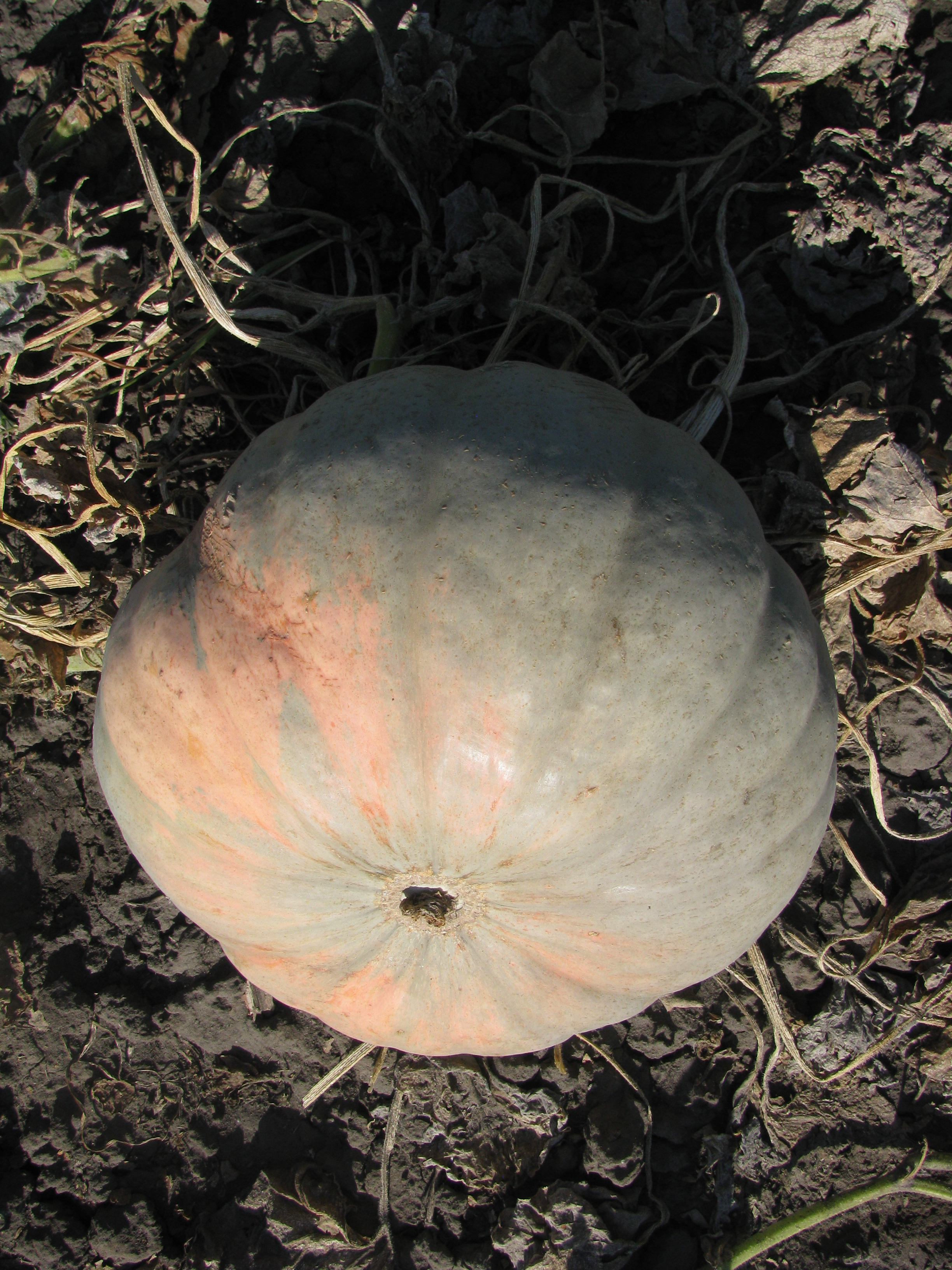
Гарбуз великоплідний кущовий сорт Валок
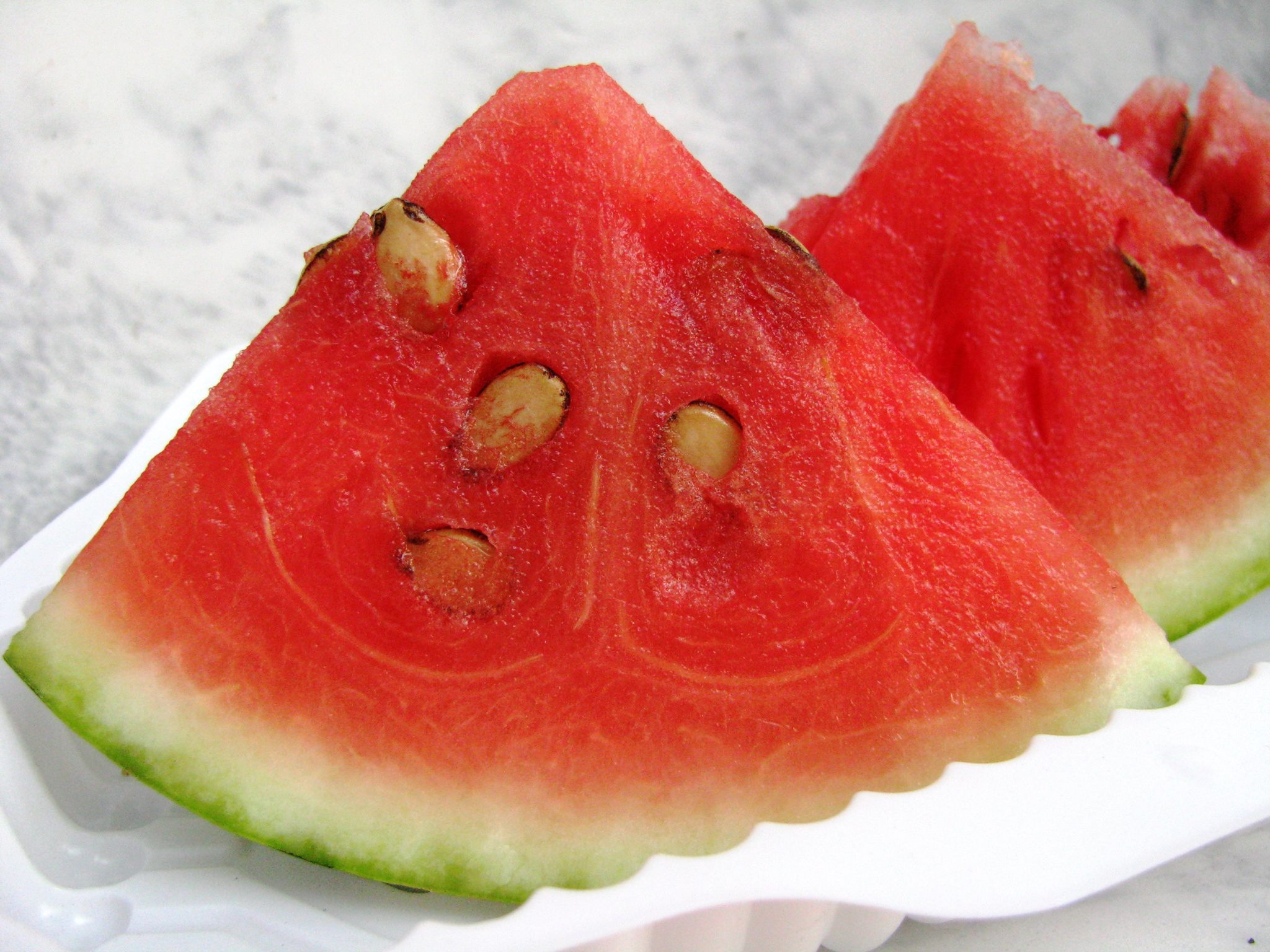
Кавун сорт Туман дніпропетровський
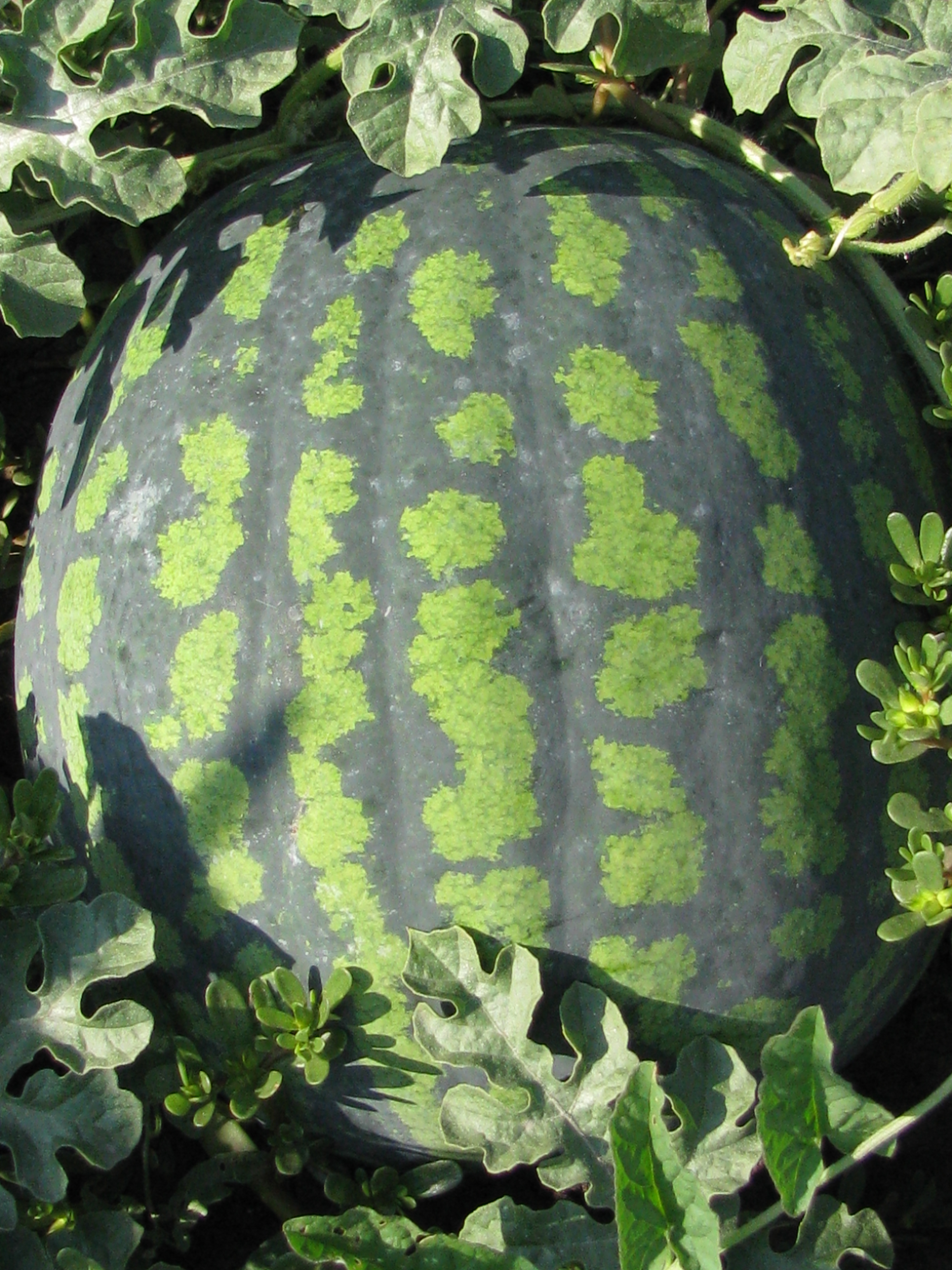
Кавун сорт Мелітопольський 60
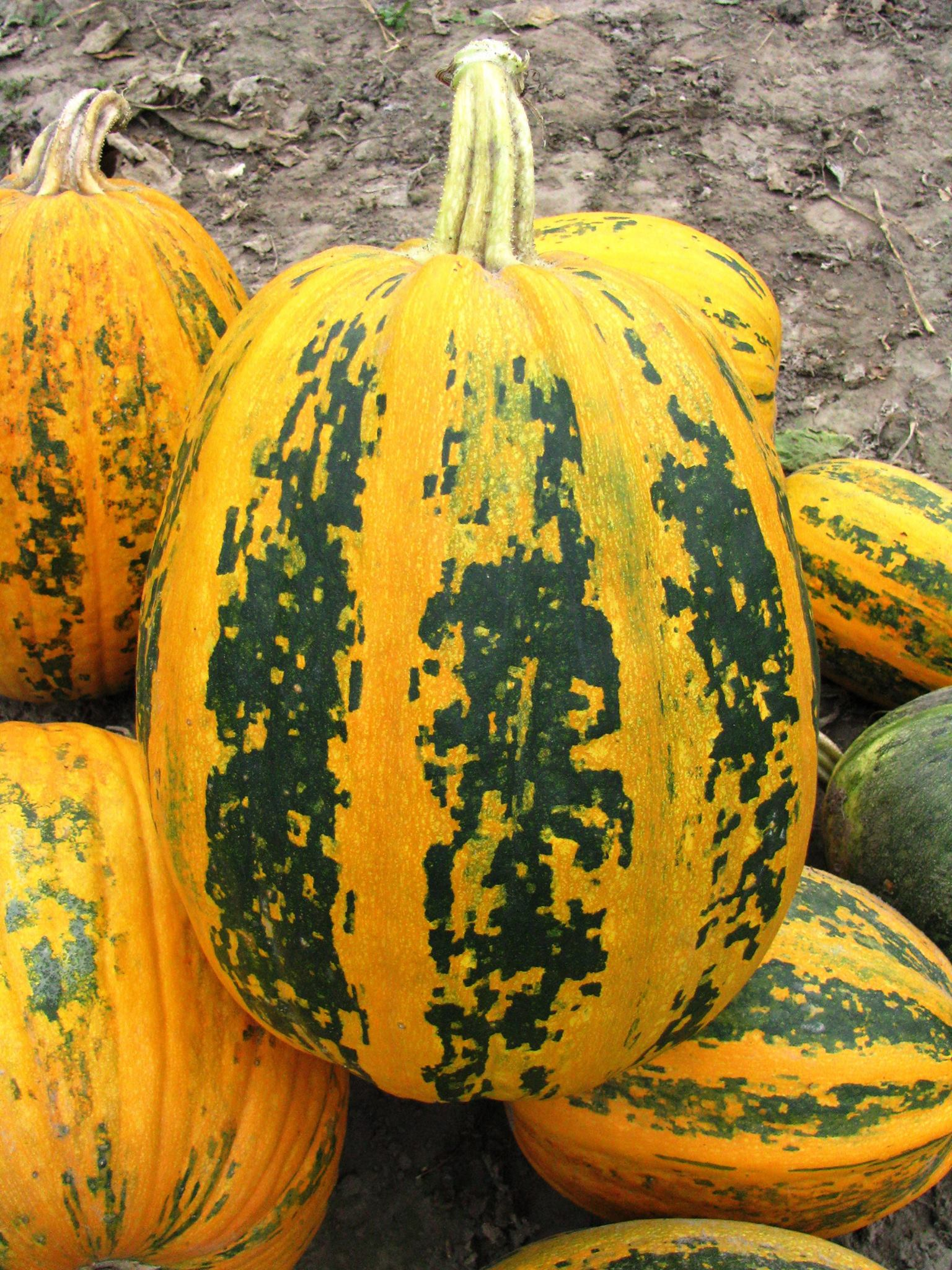
Гарбуз звичайний сорт Український багатоплідний
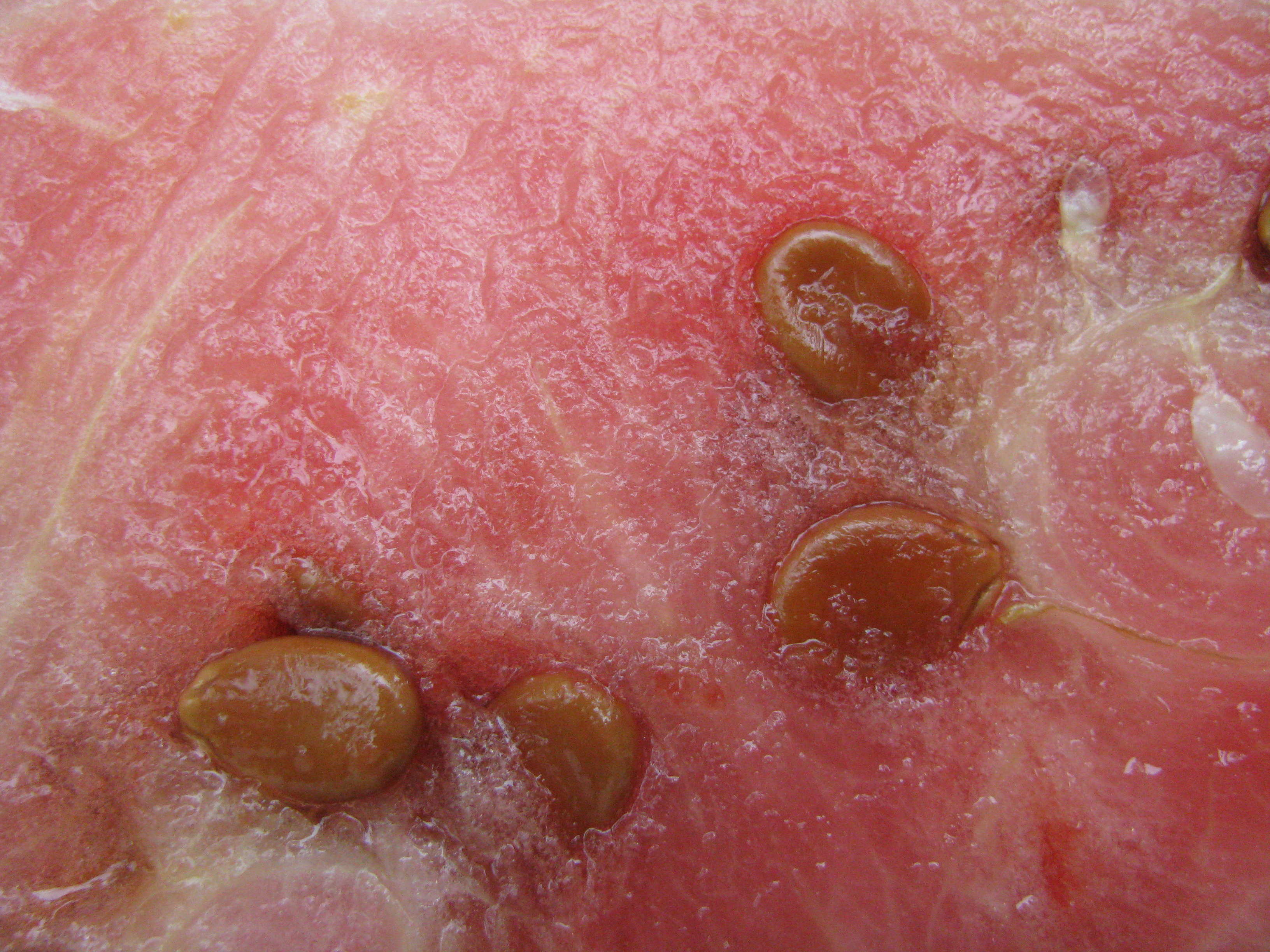
Кавун сорт Мелітопольський 60
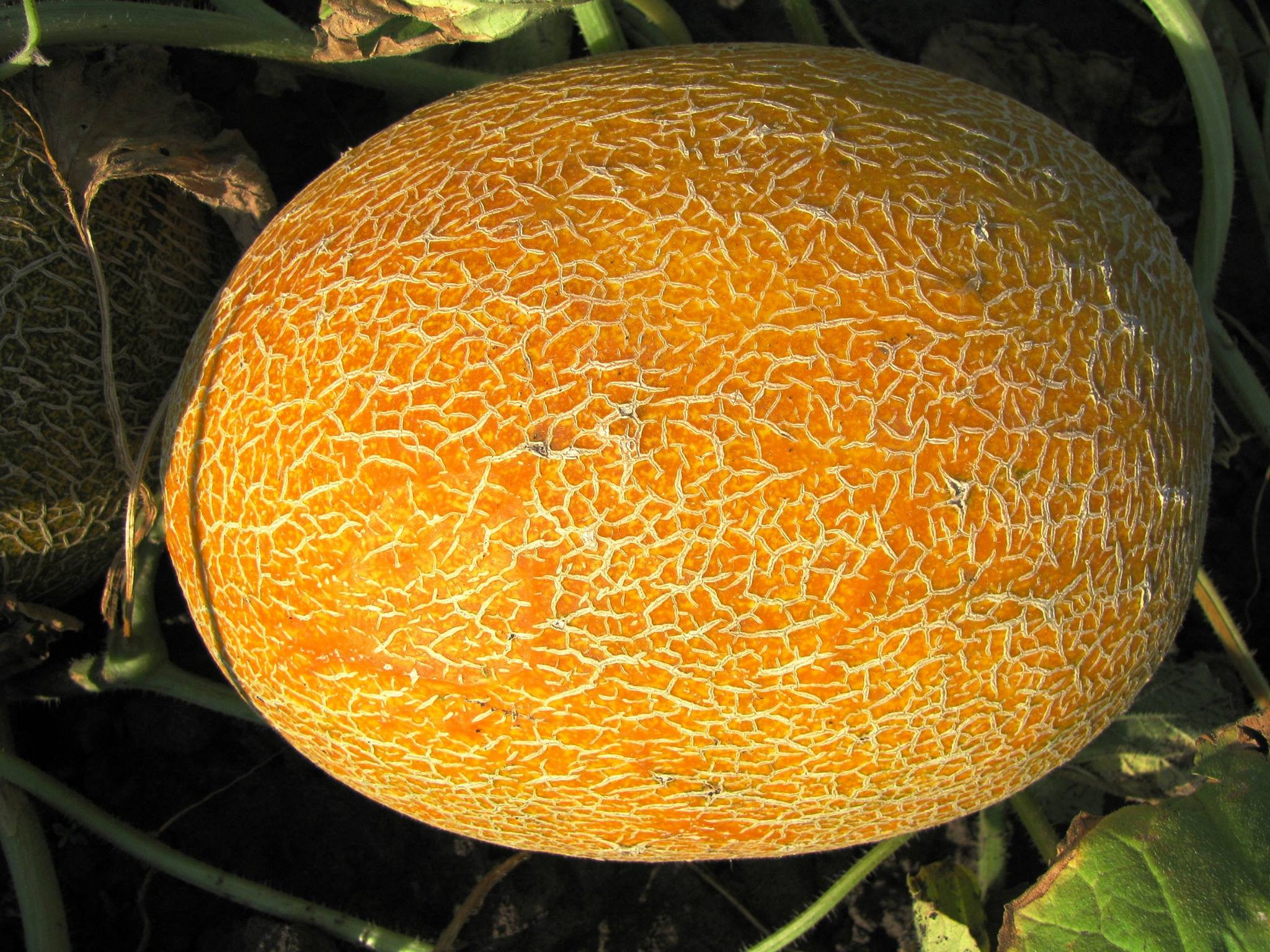
Диня сорт Дубівка зимова
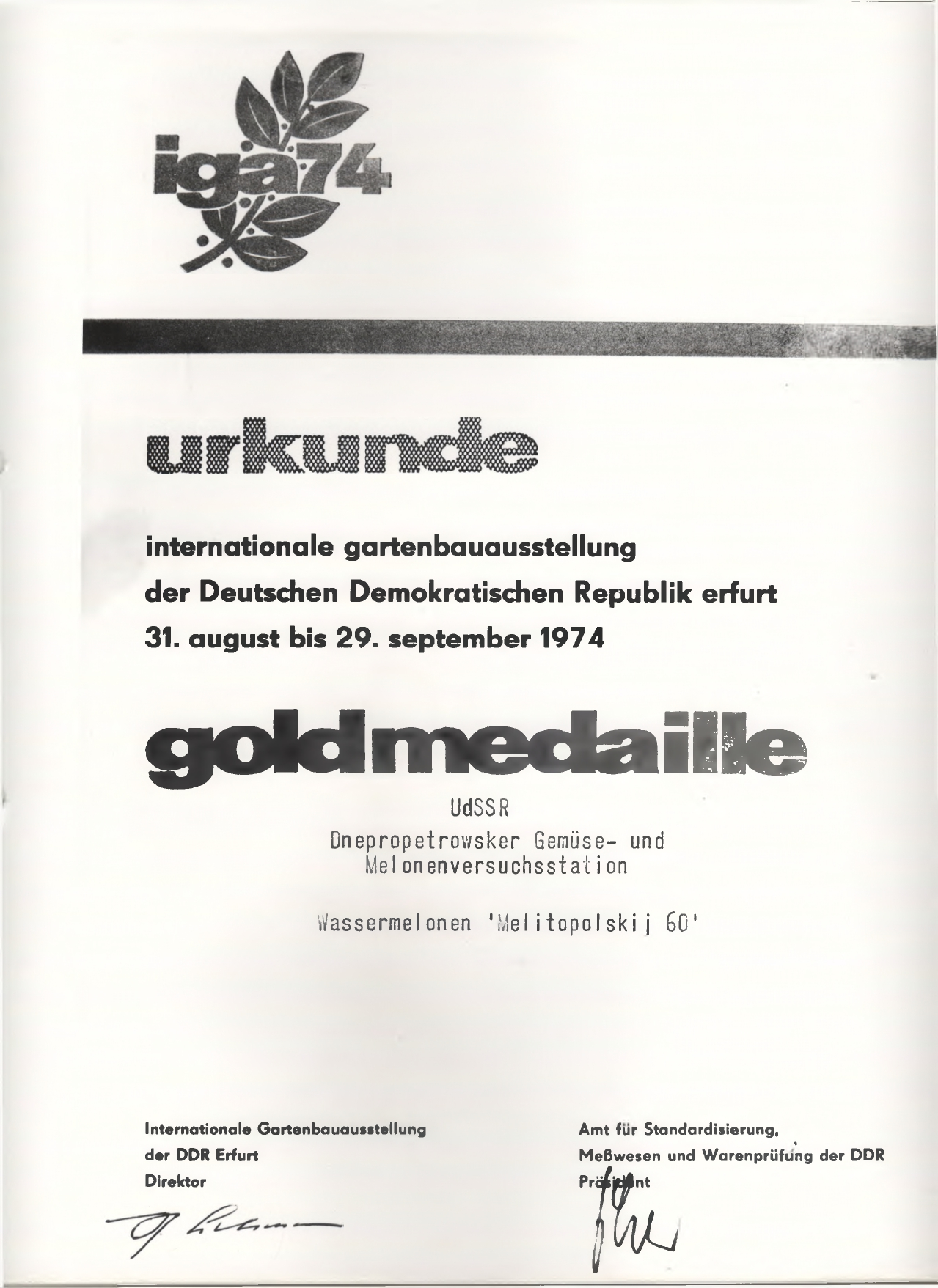
Золота медаль за сорт кавуна Мелітопольський 60
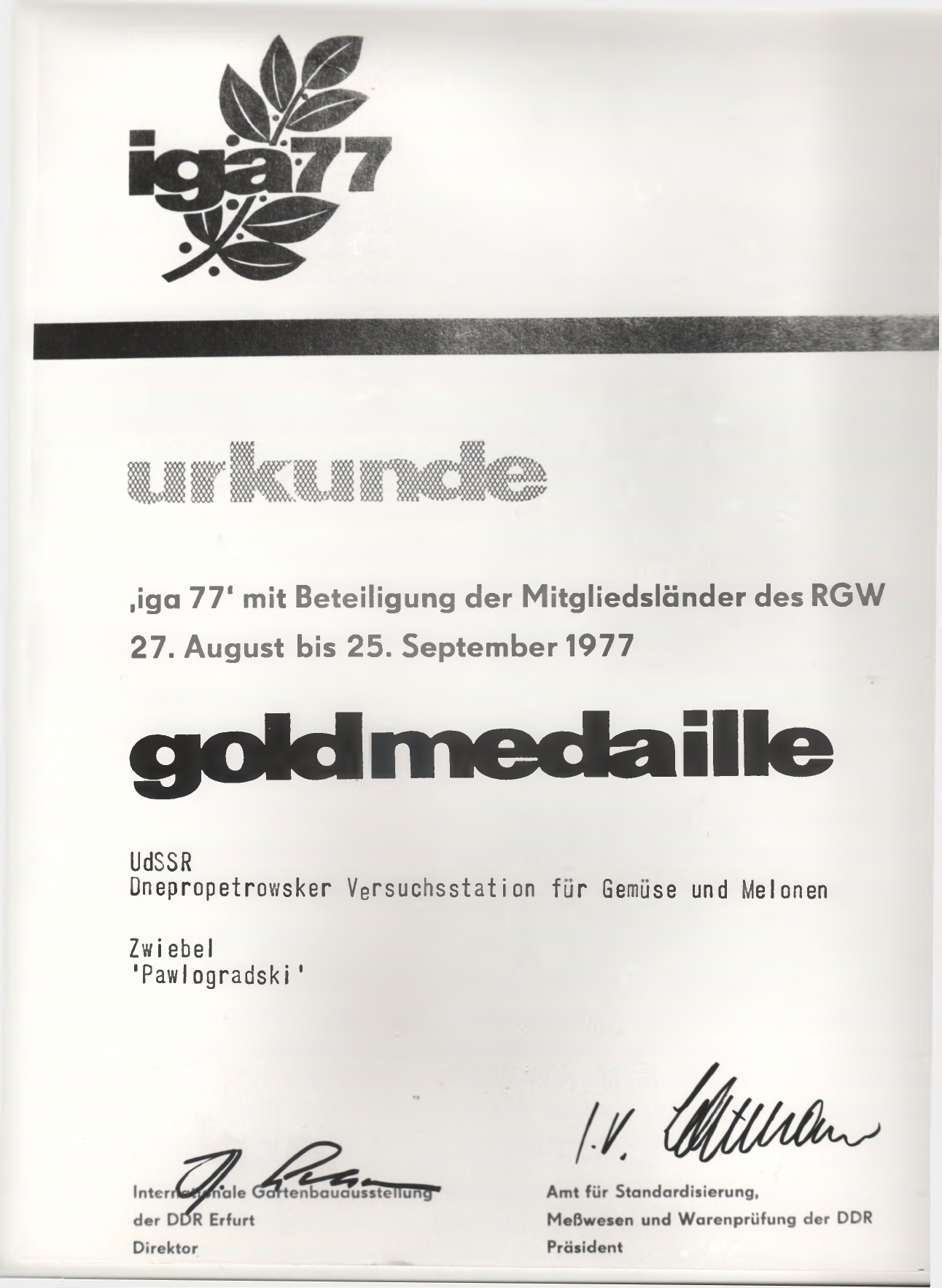
Золота медаль за сорт цибулі городньої Павлоградська